# Атлантска краба дух
Атлантска краба дух, (Ocypode quadrata), је врста рака названа краба дух, раније је описивана као „окултни, тајанствени ванземаљац из древних дубина мора“.
Ова врста је честа и живи на атлантском делу Сједињених Држава, и она је једина од своје врсте у овом делу Атлантика. Животни простор ове крабе се простире од Род Ајленда па све до Рио Гранде до Сул, најјужније савезне државе Бразила.

## Опис
Одрасле крабе су сиво-жуте боје, дужине око 5 cm. Периодично краба мора да се врати у воду да би оквасила своје шкрге, такође када полаже своје ларве. Осим ових затева краба се рачуна као терестеријална животиња. Очи ове врсте крабе имају могућност пунокружног окретања што им даје видокруг од 360°. Младе крабе су обично боје песка да би се боље закамуфлирале.

## Животни простор
Животни простор Атлантске крабе духа се простире од Блок Ајлендa, Род Ајленда и Нантакет у Масачусетсу па све до Санта Катарине, Бразил, Кубе, затим архипелага Фернандо де Нороња и Бермуда. Крабине планктонске ларве са могу наћи код Вудс Хоула у Масачусетсу, мада одрасле јединке не могу преживети у локалним условима.

## Фосили
Фосилни остаци O. quadrata су налажени у стенама из периода Плеистоцена.

## Екологија
Атлантска краба дух живи у пешћаним рупама које граде изнад водене линије.. Старије јединке граде своја пребивалишта чак и до 400m даље од воденог пребивалишта. Пребивалишта могу бити чак до 1,3m дубока и могу се затворити песком за време топлих периода.
Атлантска краба производи карактеристичне звуке са својим клештима а такође и трењем ногу. Мужјаци такође изводе ритуалне покрете који не захтевају физичке контакте.
O. quadrata је најактивнија ноћу и сваштојед је,. У крабиној исхрани су заступљени пужеви, инсекти, разне биљке, стеља, чак и друге крабе.
Људско присуство смањује присуство краба на плажама. Људи и возила уништавају крабска станишта и утичи на смањење извора хране и самим тим утичу на репродукцију.